# Андре Брауер
Андре Брауер (енгл. Andre Braugher; Чикаго, 1. јул 1962 — Саут Оринџ, 11. децембар 2023) био је амерички глумац познат по улогама у ТВ серијама Одељење за убиства, Men of a Certain Age и Brooklyn Nine-Nine, и филмовима Град анђела и Слава.
Улога у серији Одељење за убиства донела му је награду Еми, за коју је био номинована укупно седам пута. Такође има две номинације за Златни глобус.

## Филмографија
| Филмски пројекти      |                                             |               |                  | |
| Година                | Српски назив                                | Изворни назив | Улога            | Напомене |
| 1989                  | Слава                                       |               | Томас Серлс      | |
| 1996                  | Исконски страх                              |               | Томи Гудман      | |
| 2007                  | Фантастична четворка: Успон Сребрног летача |               | генерал Хејгер   | |
| 2010                  | Солт                                        |               | министар одбране | |
| 2022                  | Рекла је                                    |               | Дин Баке         | |
| Телевизијски пројекти |                                             |               |                  | |
| 1993–1998             | Одељење за убиства                          |               | Френк Пемблтон   | 100 епизода Награда Еми за најбољег главног глумца у драмској серији (1998) номинација - Награда Еми за најбољег главног глумца у драмској серији (1996) |
| 2001                  | Адвокатска пракса                           |               | Бен Гидеон       | Епизода Gideon's Crossover |
| 2009–2012             | Доктор Хаус                                 |               | Дарил Нолан      | 4 епизоде |